# Diocese de Orange na Califórnia
A Diocese de Orange (em latim: Dioecesis Arausicanae in California; em espanhol: Diócesis de Orange; em vietnamita: Giáo phận Quận Cam) é um território eclesiástico da Igreja Latina, ou diocese, da Igreja Católica que abrange todo o Condado de Orange, Califórnia, nos Estados Unidos.
É uma diocese sufragânea na província eclesiástica da Arquidiocese de Los Angeles. A catedral diocesana é a Catedral de Cristo em Garden Grove. Além de suas 56 igrejas paroquiais, a diocese supervisiona 41 escolas e três hospitais gerais, além de um centro para deficientes e cinco centros de ministério étnico.
A Diocese de Orange foi erigida em 1976, depois cresceu rapidamente com imigrantes da Ásia e da América Latina. Ela enfrentou um escândalo de abuso sexual e um acordo resultante de US$ 100 milhões para suas vítimas em 2005, que foi o maior acordo desse tipo na época.
O atual bispo diocesano é Kevin Vann, que foi empossado em 10 de dezembro de 2012. Os escritórios diocesanos estão situados no campus da Catedral de Cristo em Garden Grove. Os santos padroeiros diocesanos são Nossa Senhora de Guadalupe e André Dung-Lac. Às vezes é chamada de Diocese de Orange na Califórnia, para evitar confusão com a antiga Diocese de Orange em Orange (Vaucluse), França, que foi dissolvida em 1801.

## História

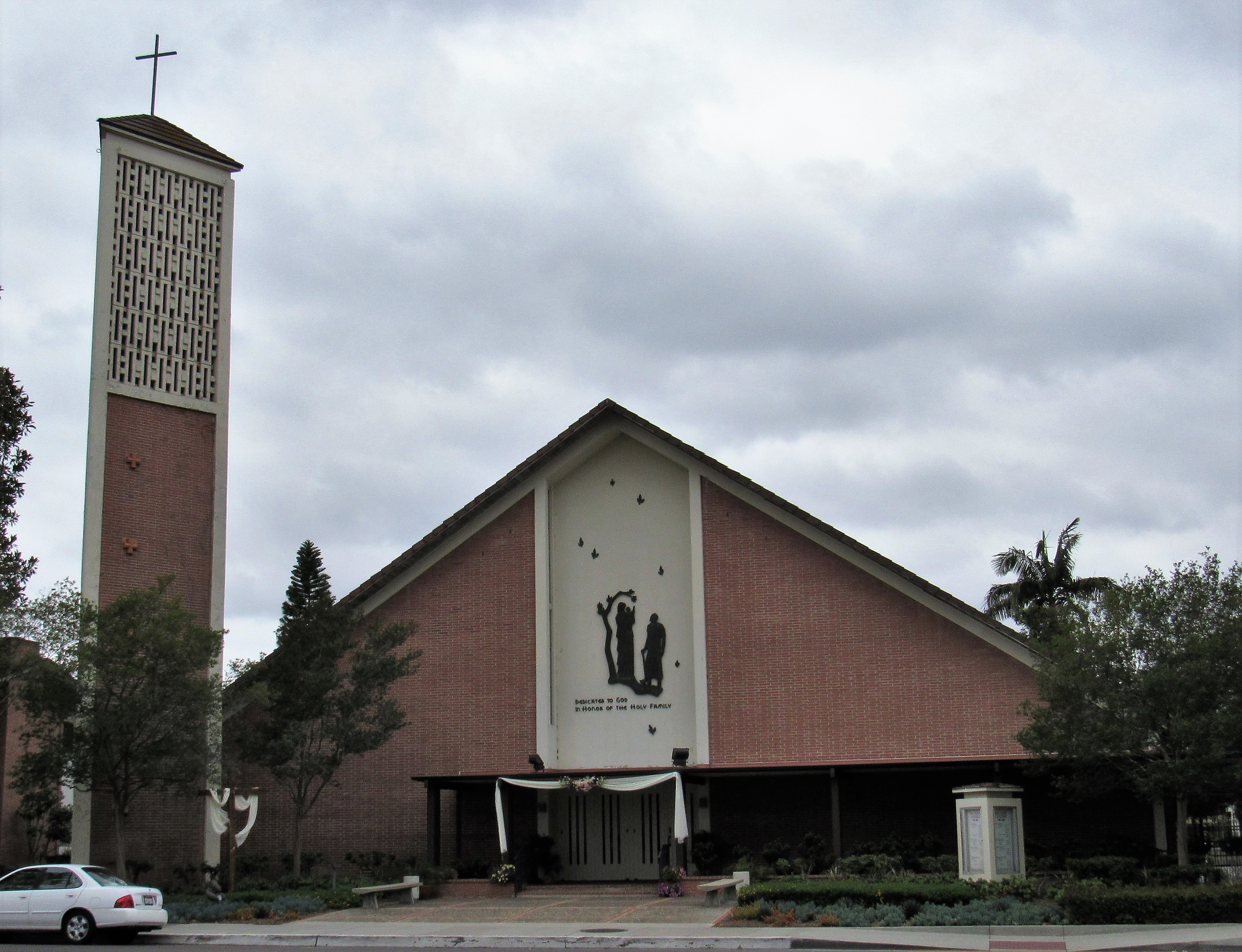
Holy Family Cathedral em Orange foi a primeira catedral da diocese.

### 1776 a 1848
A presença católica no atual Condado de Orange data da fundação em 1776 da Mission San Juan Capistrano por Junípero Serra e a ordem Franciscana. Na época, a região fazia parte da província de Las Californias da Nova Espanha.
Em 1804, os espanhóis dividiram a Província da Califórnia em dois territórios:
- Alta Califórnia, incluindo os modernos estados americanos de Califórnia, Nevada, Arizona e Utah, juntamente com o oeste do Colorado e o sudoeste do Wyoming
- Baixa Califórnia, incluindo os modernos estados mexicanos de "Baja Califórnia" e "Baja Califórnia Sur"

Após a Guerra da Independência do México, o novo Governo Mexicano em 1835 secularizou todas as missões na costa da Califórnia, incluindo San Juan Capistrano.
Em 1840, o Papa Gregório XVI criou a Diocese da Califórnia. A nova diocese incluía Alta Califórnia e Baixa Califórnia. Gregório XVI estabeleceu a sede episcopal na atual San Diego na Alta Califórnia. O primeiro bispo da nova diocese foi Francisco Garcia Diego y Moreno. Moreno designou a Missão Santa Bárbara em Santa Bárbara como sua pró-catedral.

### 1848 a 1976
Após ceder a Alta Califórnia aos Estados Unidos no final da Guerra Mexicana-Americana em 1848, o governo do México se opôs a San Diego, uma cidade-sede agora localizada nos Estados Unidos, tendo jurisdição sobre paróquias mexicanas. Em resposta, o Vaticano dividiu a Diocese da Califórnia em seções americana e mexicana em 1849. A seção americana se tornou a Diocese de Monterey; a cidade-sede foi transferida para Monterey por causa de sua localização mais central. A Capela Real do Presídio em Monterey se tornou a catedral da nova diocese americana.
O Papa Pio IX dividiu a Diocese de Monterey em 1853, erigindo a Arquidiocese Metropolitana de São Francisco. Ele designou a Diocese de Monterey como uma diocese sufragânea da nova arquidiocese.
Em 1859, Pio IX mudou o nome da diocese para Diocese de Monterey-Los Angeles devido ao crescimento de Los Angeles. St. Boniface, a mais antiga igreja católica em operação contínua no Condado de Orange, foi dedicada em Anaheim em 1872. St. Mary's, a primeira igreja católica em Fullerton, foi dedicada em 1912. A primeira paróquia em Orange, Holy Family, foi fundada em 1921.
Em 1922, Papa Pio XI suprimiu a Diocese de Monterey-Los Angeles, erigindo em seu lugar a Diocese de Los Angeles-San Diego e a Diocese de Monterey-Fresno.
A área do Condado de Orange permaneceria como parte da Diocese de Los Angeles-San Diego, sucedida pela Arquidiocese de Los Angeles, pelos próximos 54 anos.

### 1976 até o presente
Em 24 de março de 1976, o Papa Paulo VI estabeleceu a Diocese de Orange. O Bispo Auxiliar William Robert Johnson da Arquidiocese de Los Angeles foi nomeado o primeiro bispo de Orange. Johnson designou a Igreja da Sagrada Família em Orange como catedral da nova diocese. Johnson morreu em 1986 e Papa João Paulo II nomeou o Bispo Norman Francis McFarland da Diocese de Reno como seu substituto naquele mesmo ano. McFarlandaposentado em 1998. João Paulo II nomeou o bispo Tod David Brown da Diocese de Boise como substituto de McFarland.
A diocese cresceu rapidamente à medida que a população local aumentava com imigrantes católicos do Vietnã, Filipinas e América Latina. Em 2010, a diocese reivindicou uma população católica de mais de 1,2 milhão.
Em novembro de 2011, a diocese comprou a Catedral de Cristal em Garden Grove, Califórnia, no tribunal de falências de Robert Schuller Ministries. Em um artigo do Los Angeles Times, Brown mencionou que ao longo dos anos, clérigos católicos visitantes de outros países sempre quiseram visitar a catedral. O artigo também mencionou que a população da diocese havia dobrado durante o mandato de Brown, aumentando a necessidade de mais instalações. A instalação, renomeada Catedral de Cristo, foi consagrada como sede da diocese em 2019.
Na idade de aposentadoria obrigatória, Brown se aposentou em 21 de setembro de 2012. A Santa Sé nomeou o Bispo Kevin Vann da Diocese de Fort Worth para sucedê-lo. A nova Catedral de Cristo foi consagrada como sede da diocese em 2019. Em novembro de 2020, Vann processou o ex-administrador da Orange Catholic Foundation. Vann alegou que o administrador o difamou ao sugerir que Vann queria obter fundos da Fundação para o alívio da pandemia de COVID-19, mas na verdade os usou para reivindicações de abuso sexual contra a diocese.

### Abuso sexual
Em 2005, o bispo Brown pediu desculpas a 87 vítimas de abuso sexual por clérigos diocesanos e anunciou um acordo de US$ 100 milhões, após dois anos de mediação. Além disso, 91 vítimas receberam uma média de US$ 659.000 cada. Os perpetradores incluíam 31 padres, dez leigos, duas freiras e um irmão religioso.
Em uma entrevista de 2007 com o Orange County Register, Scott Hicks declarou que em 1965 Brown, então padre, abusou sexualmente dele várias vezes quando Hicks tinha 12 anos na Paróquia Nossa Senhora do Perpétuo Socorro em Bakersfield, Califórnia. A Diocese de Fresno investigou as acusações de Hicks em 1997 e descobriu que elas não tinham nenhuma base confiável. O arquivo do caso foi entregue aos investigadores do Condado de Kern em 2002, que não tomaram nenhuma atitude.
Em outubro de 2007, a juíza Gail Andler abriu uma audiência de desacato ao tribunal sobre Brown em relação a John Urell, um funcionário da diocese responsável por gerenciar acusações de abuso sexual. Brown havia enviado Urell para um centro de tratamento para padres no Canadá, apesar do fato de Urell ainda estar testemunhando no tribunal sobre um caso de abuso sexual. Brown se declarou inocente. A citação de desacato foi posteriormente retirada como condição para um acordo de US$ 7 milhões. As vítimas femininas eram menores de idade na Mater Dei High School em Santa Ana, Califórnia, e na Santa Margarita High School em Rancho Santa Margarita, Califórnia. Eles foram abusados lá por trabalhadores leigos

## Prelados
| #                 | Nome                     | Período   | Notas                                     |
| Bispos            | Bispos                   | Bispos    | Bispos                                    |
| ----------------- | ------------------------ | --------- | ----------------------------------------- |
| 4º                | Kevin William Vann       | 2012–     | Atual                                     |
| 3º                | Tod David Brown          | 1998-2012 |                                           |
| 2º                | Norman Francis McFarland | 1986-1998 |                                           |
| 1º                | William Robert Johnson   | 1976-1986 |                                           |
| Bispos auxiliares |                          |           |                                           |
|                   | Thomas Thanh Thai Nguyen | 2017–     | Atual                                     |
|                   | Timothy Edward Freyer    | 2016–     | Atual                                     |
|                   | Cirilo Bustamante Flores | 2009-2012 | Nomeado Bispo coadjutor de San Diego      |
|                   | Dominic Mai Thanh Lương  | 2003-2015 |                                           |
|                   | Jaime Soto               | 2000-2007 | Nomeado Bispo coadjutor de Sacramento     |
|                   | Michael Patrick Driscoll | 1989-1999 | Nomeado Bispo de Bispo de Boise City      |
|                   | John Thomas Steinbock    | 1984-1987 | Nomeado Bispo de Santa Rosa na Califórnia |

## Catedral

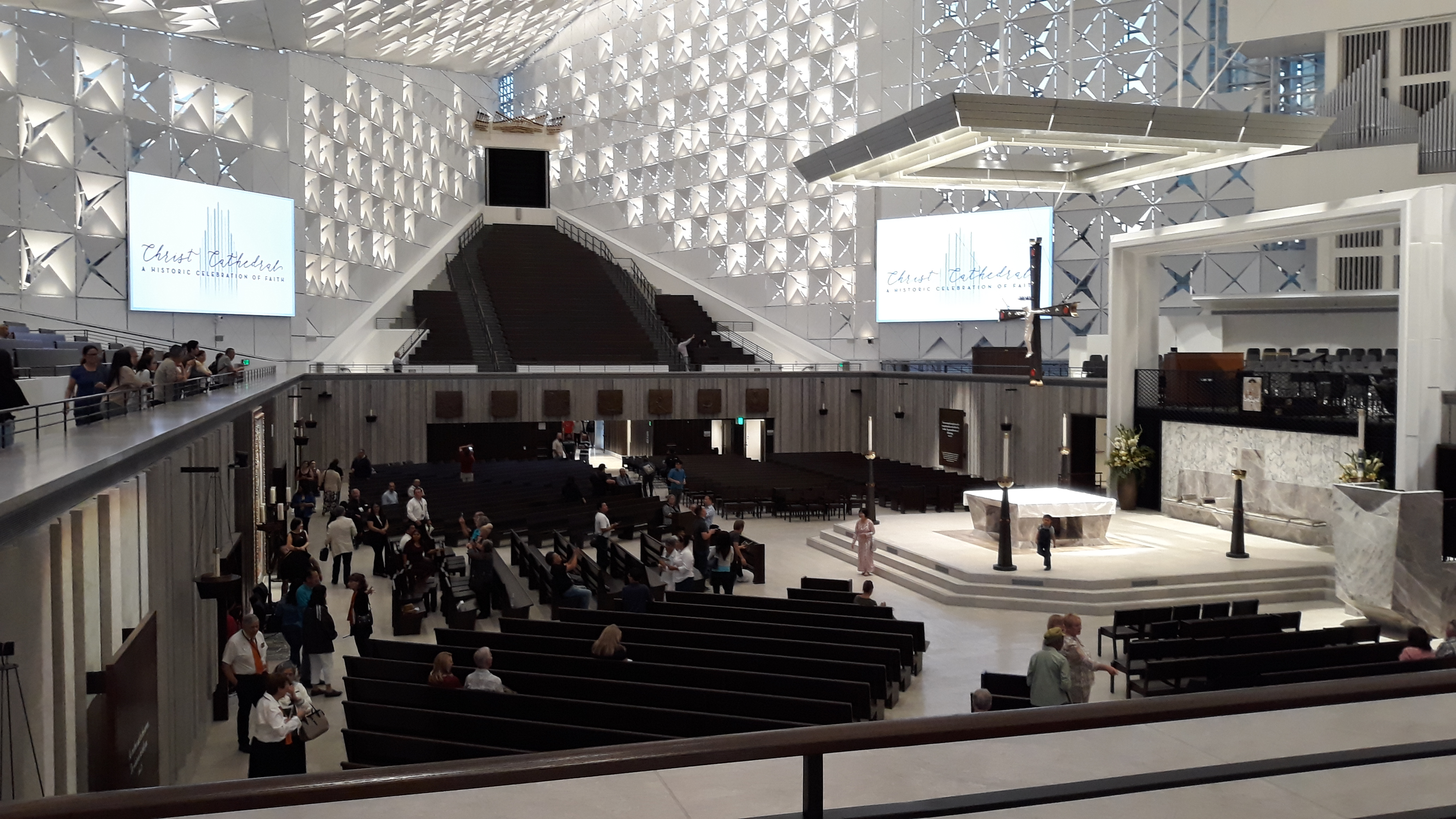
A Catedral de Cristo, antiga Catedral de Cristal, passou por reformas para ser usada pela Diocese de Orange

Em 2001, bispo Tod David Brown anunciou pela primeira vez planos para construir uma nova catedral para suceder a Catedral da Sagrada Família. No entanto, com o início do escândalo de abuso sexual católico na diocese, Brown considerou "inapropriado" arrecadar fundos para uma nova catedral. Em 2005, a diocese comprou terras em Santa Ana, Califórnia e estabeleceu a Paróquia da Catedral de Cristo Nosso Salvador, planejando eventualmente construir uma catedral lá. O custo do projeto da catedral foi estimado em aproximadamente US$ 200 milhões, o que levou a comparações com o custo da construção da Catedral de Nossa Senhora dos Anjos em Los Angeles.
Em outubro de 2010, Crystal Cathedral Ministries, a congregação protestante que possuia a Catedral de Cristal em Garden Grove, entrou com pedido de proteção de falência. Mais tarde, em 2010, a diocese anunciou seu interesse em comprar o prédio e convertê-lo em uma catedral católica. Foi visto como uma alternativa potencial de economia de tempo e custo em vez de construir uma nova.
Em 2011, um juiz do tribunal de falências dos EUA aprovou a venda da Catedral de Cristal e seu campus para a diocese por US$ 57,5 milhões; a venda foi finalizada em fevereiro de 2012. Naquela época, a diocese removeu "Catedral" do nome da Paróquia de Cristo Nosso Salvador, redirecionando-a como uma igreja paroquial. Em junho de 2012, a diocese anunciou que a nova catedral seria chamada de "Catedral de Cristo". O Vaticano aprovou o novo nome do edifício, usando sugestões da diocese e seus membros.
Em junho de 2013, a diocese mudou a Paróquia de St. Callistus para o campus da Christ Cathedral. Ao mesmo tempo, o Crystal Cathedral Ministries mudou-se para o antigo campus de St. Callistus, alugado a eles pela diocese. Em setembro de 2013, a diocese mudou a escola paroquial de St. Callistus para o campus da catedral, renomeando-a Christ Cathedral Academy.
Em 2014, a diocese anunciou um plano de US$ 72 milhões para reformar o edifício da catedral para atender aos requisitos da liturgia católica, mantendo suas qualidades arquitetônicas. A construção começou em 2017 e foi concluída em 2019.

## Educação
A Diocese de Orange supervisiona 31 escolas primárias paroquiais e três escolas secundárias. Três escolas primárias católicas independentes e quatro escolas secundárias católicas independentes (ou seja, administradas por uma ordem religiosa ou conselho de curadores independente) estão localizadas na diocese.

### Escolas secundárias

#### Diocesana
- Mater Dei High School – Santa Ana
- Rosary High School – Fullerton
- Santa Margarita Catholic High School – Rancho Santa Margarita

#### Independent
- JSerra Catholic High School – San Juan Capistrano
- Servite High School – Anaheim

### Escolas fechadas
- Cornelia Connelly High School – Anaheim
- St. Michael's Preparatory School – Silverado

## Links externos
- «Página oficial»
- Orange Catholic Foundation